# Sonthesan Sua
Sadet Chaofa Jaya Sonthesan Sua (Sudhisara Suriya, auch Poh genannt; * 1797 in Vientiane; † im 19. Jahrhundert in Bangkok) war Kriegsminister und hoher Militär im Königreich Vientiane.

## Leben
Sonthesan Sua war der älteste Sohn des letzten Königs von Vientiane, Anuvong (reg. 1805 bis 1828), und wurde beim Königlichen Pagenkorps in Bangkok ausgebildet. Zwischen  1825 und 1828 leitete er das Kriegsministerium von Vientiane. Er war Kommandeur der Streitkräfte aus Vientiane, die an der verlorenen Schlacht bei Khorat beteiligt waren.
Zwischen Oktober 1827 und Juni 1828 begleitete er seinen Vater nach Annam an den Hof von Huế. Die Siamesen bemächtigten sich 1828 der Hauptstadt Vientiane, nahmen viele Mitglieder der königlichen Familie, darunter auch Sonthesan Sua, gefangen und brachten sie am 23. Oktober 1828 nach Bangkok.
Sonthesan Sua hatte einen Sohn, Prinz (Sadet Chao) Subaya (So Pha), der mit Nang Chandra verheiratet war. Diese wiederum hatten einen Sohn, Prinz (Angka Kumara Somdet) Bajrathunga (Ong Kum Somdet Bac Thong). Er wurde in Bangkok geboren und im Wat Si Saket ausgebildet, kehrte 1878 nach Laos zurück und initiierte 1895 eine Revolte gegen die französische Verwaltung von Französisch-Indochina in Hua Phan (Sam Nua); er starb nach 1901.